# Oreogrammitis clemensiae
Oreogrammitis clemensiae är en stensöteväxtart som beskrevs av Edwin Bingham Copeland. Oreogrammitis clemensiae ingår i släktet Oreogrammitis och familjen Polypodiaceae. Inga underarter finns listade.